# Âu Dương Tu
| Nhị thập tứ sử | Nhị thập tứ sử | Nhị thập tứ sử              | Nhị thập tứ sử |
| -------------- | -------------- | --------------------------- | -------------- |
| STT            | Tên sách       | Tác giả                     | Số quyển       |
| 1              | Sử ký          | Tư Mã Thiên                 | 130            |
| 2              | Hán thư        | Ban Cố                      | 100            |
| 3              | Hậu Hán thư    | Phạm Diệp                   | 120            |
| 4              | Tam quốc chí   | Trần Thọ                    | 65             |
| 5              | Tấn thư        | Phòng Huyền Linh (chủ biên) | 130            |
| 6              | Tống thư       | Thẩm Ước                    | 100            |
| 7              | Nam Tề thư     | Tiêu Tử Hiển                | 59             |
| 8              | Lương thư      | Diêu Tư Liêm                | 56             |
| 9              | Trần thư       | Diêu Tư Liêm                | 36             |
| 10             | Ngụy thư       | Ngụy Thâu                   | 114            |
| 11             | Bắc Tề thư     | Lý Bách Dược                | 50             |
| 12             | Chu thư        | Lệnh Hồ Đức Phân (chủ biên) | 50             |
| 13             | Tùy thư        | Ngụy Trưng (chủ biên)       | 85             |
| 14             | Nam sử         | Lý Diên Thọ                 | 80             |
| 15             | Bắc sử         | Lý Diên Thọ                 | 100            |
| 16             | Cựu Đường thư  | Lưu Hú (chủ biên)           | 200            |
| 17             | Tân Đường thư  | Âu Dương Tu, Tống Kỳ        | 225            |
| 18             | Cựu Ngũ Đại sử | Tiết Cư Chính (chủ biên)    | 150            |
| 19             | Tân Ngũ Đại sử | Âu Dương Tu (chủ biên)      | 74             |
| 20             | Tống sử        | Thoát Thoát (chủ biên)      | 496            |
| 21             | Liêu sử        | Thoát Thoát (chủ biên)      | 116            |
| 22             | Kim sử         | Thoát Thoát (chủ biên)      | 135            |
| 23             | Nguyên sử      | Tống Liêm (chủ biên)        | 210            |
| 24             | Minh sử        | Trương Đình Ngọc (chủ biên) | 332            |
| -              | Tân Nguyên sử  | Kha Thiệu Mân (chủ biên)    | 257            |
| -              | Thanh sử cảo   | Triệu Nhĩ Tốn (chủ biên)    | 529            |

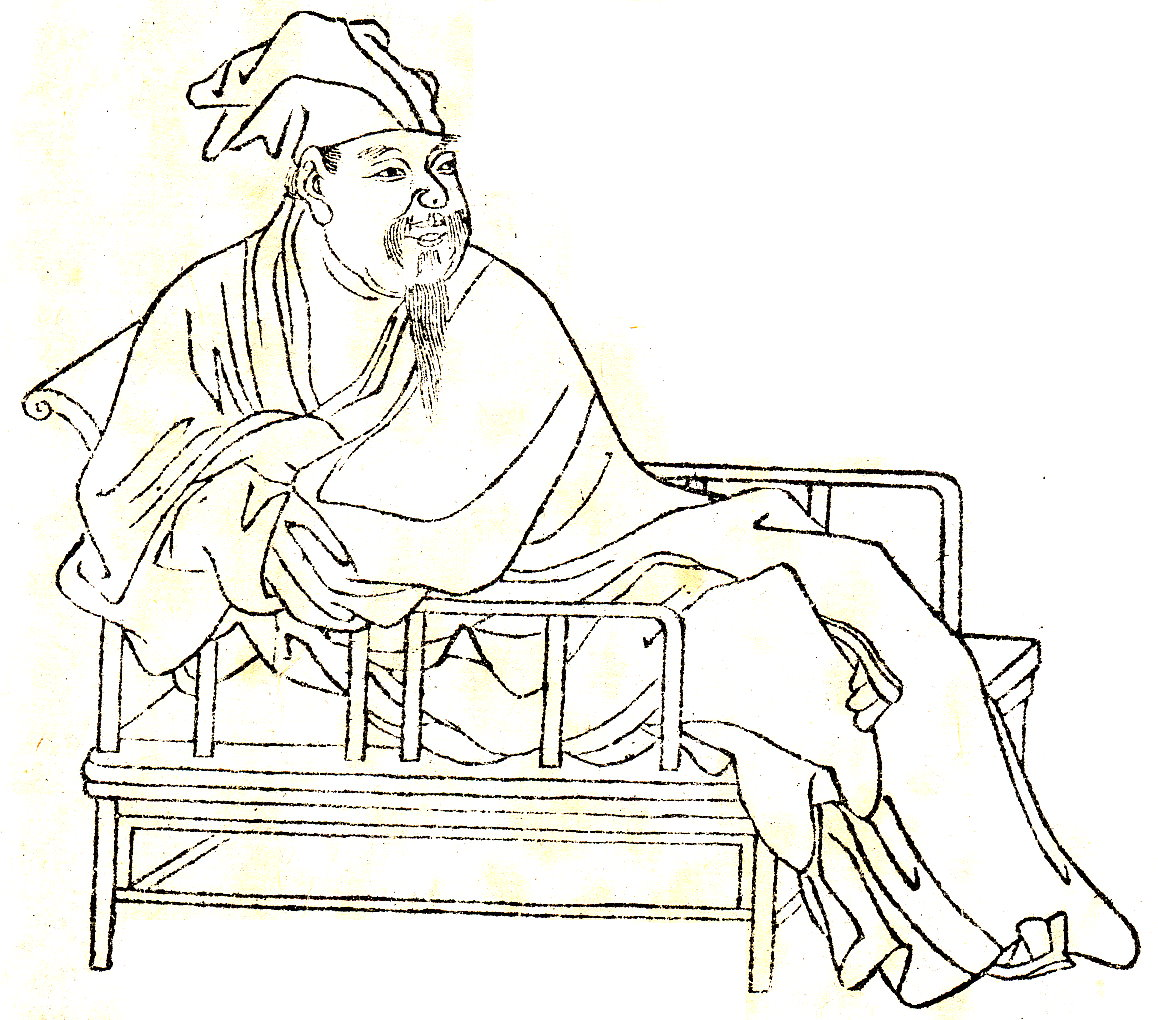
Chân dung Âu Dương Tu

Âu Dương Tu (chữ Hán: 歐陽修; ngày 1 tháng 8, 1007 - ngày 22 tháng 9, 1072), tự là Vĩnh Thúc, hiệu "Tuý Ông", là nhà thơ kiêm nhà sử học nổi tiếng thời Tống ở Trung Quốc.
Quê ông ở Lư Lăng (nay thuộc tỉnh Giang Tây, Trung Quốc). Năm Thiên Thánh thứ 7 (1030), ông đỗ đầu khoa thi tiến sĩ; từng giữ các chức quan Hàn lâm học sĩ, Xu mật viện phó sứ, Tham tri chính sự... Dưới thời vua Tống Thần Tông làm Binh bộ Thượng thư, khi mất được đặt tên thụy là Văn Trung.
Âu Dương Tu là một nhà văn nổi tiếng, một nhà thơ lớn, một nhà sử học, chính trị gia và đồng thời là một nhà làm từ xuất sắc đời Tống. Ông là người khai sáng ra thể loại "thi thoại" (bình luận và ghi chép lại các cuộc bàn luận của các thi nhân,...), cuốn "Lục Nhất thi thoại" là cuốn thi thoại đầu tiên của Trung Quốc. Ông còn viết những bài rất nổi tiếng như Tuý Ông đình ký, Mai Thánh Du thi tập tự, Thu thanh phú, Bằng đảng luận. Vì thế, Âu Dương Tu tự xưng mình là "Lục nhất cư sĩ" (cư sĩ với sáu cái "một": một vạn quyển sách, một ngàn thạch văn, một cây đàn, một bàn cờ, một bầu rượu và một thân già).

## Thuở thiếu thời
Khi Âu Dương Tu mới 4 tuổi, cha bị bệnh mất, bà mẹ dẫn ông đến Tùy Châu (nay là huyện Tùy, Hồ Bắc) dựa vào người chú để mưu sinh. Mẹ Âu Dương Tu quyết tâm cho ông học hành, nhưng nhà nghèo, không có tiền mua giấy bút. Bà thấy trong cái ao trước nhà có mọc nhiều cói, liền dùng cọng cói thay bút dạy Âu Dương Tu viết chữ trên đất bùn. Cậu bé Âu Dương Tu được mẹ giáo dục từ nhỏ nên sớm yêu thích đọc sách.
Khi lên 10 tuổi, Âu Dương Tu thường xuyên đến 1 nhà có nhiều sách trong làng mượn sách đọc và chép lại những đoạn thấy hứng thú. Một lần, ông đến mượn sách của nhà họ Lý, phát hiện thấy trong đống giấy cũ 1 cuốn sách nhàu nát. Ông giở xem, thấy đó là văn tập của Hàn Dũ, 1 nhà văn nổi tiếng đời Đường, liền mượn chủ nhà, đem về đọc.
Đầu đời Tống, trong xã hội có xu hướng ưa chuộng lời văn hào nhoáng mà coi nhẹ nội dung. Vì vậy, văn phong thời này chú trọng sự đẹp đẽ của ngôn từ nhưng rất trống rỗng, nghèo nàn về nội dung. Âu Dương Tu sau khi đọc tản văn của Hàn Dũ, thấy văn chương lưu loát, lập luận thấu triệt khác hẳn với văn chương thịnh hành đương thời. Ông ra sức nghiền ngẫm, học tập văn phong của Hàn Dũ. Khi trưởng thành, ông tới Đông Kinh tham gia thi tiến sĩ, liên tục đỗ đầu 3 vòng thi. Khi mới hơn 20 tuổi, tiếng tăm của Âu Dương Tu đã vang dội trên văn đàn.

## Làm quan
Sau khi Phạm Trọng Yêm cải cách chính trị thất bại, bị gạt bỏ khỏi triều đình, biếm trích xuống phương nam, người cộng sự của ông là Phú Bật, Hàn Kỳ cũng bị cách hết quan chức. Những người đồng tình không dám ra mặt bênh vực ông. Chỉ có mình Âu Dương Tu dám dâng sớ lên Tống Nhân Tông, nói: "Từ xưa tới nay, kẻ xấu hãm hại người tốt, đều vu cáo người tốt là bè đảng, chuyên quyền. Phạm Trọng Yêm là nhân tài quan trọng của quốc gia, cớ sao lại bị bãi miễn. Nếu bệ hạ tin theo lời kẻ xấu thì chỉ khiến kẻ xấu đắc ý, quân thù vui mừng".  Âu Dương Tu tuy không giữ chức quan cao, nhưng rất quan tâm đến triều đình và mạnh dạn can gián hoàng đế.
Cao Nhược Nạp là cho rằng Phạm Trọng Yêm bị biếm trích là đúng. Âu Dương Tu rất phẫn nộ, viết 1 lá thư kịch liệt công kích hắn là kẻ không biết liêm sỉ. Vì việc đó, ông bị giáng chức, điều về địa phương, 4 năm sau mới được trở lại kinh thành. Lần này, Âu Dương Tu lại đứng ra bênh vực tân chính của Phạm Trọng Yêm, khiến bọn quyền quý trong triều nổi giận. Chúng tìm mọi chứng cớ vu vơ, gán cho Âu Dương Tu một số tội danh. Triều đình lại biếm Âu Dương Tu đi Từ Châu (nay là huyện Từ, An Huy).
Từ Châu là nơi có phong cảnh đẹp, 4 xung quanh là núi. Đến Từ Châu, ngoài những giờ làm việc công, Âu Dương Tu thường du lãm sơn thủy. Có tòa đình trên Lang Nha Sơn làm nơi nghỉ cho du khách. Âu Dương Tu thường tới tòa đỉnh đó uống rượu. Ông tự xưng là "Túy ông" (ông già say) và đặt tên cho tòa đình đó là "Túy Ông đình". Bài tản văn "Túy Ông đình ký" của ông là 1 kiệt tác được người đời truyền tụng, đến cả Tống Nhân Tông cũng vô cùng yêu thích văn chương của ông.

## Cải cách văn phong đương thời, phát hiện nhân tài
Âu Dương Tu làm quan địa phương hơn 10 năm trời. Sau Tống Nhân Tông vì quá mến mộ văn tài, mới triệu về kinh thành, phong làm Hàn lâm học sĩ. Sau khi nhận chức, Âu Dương Tu ra sức đề xướng việc cải cách văn phong.
Một lần, kinh thành tổ chức khoa thi tiến sĩ, ông được cử làm chủ khảo. Thấy đây là 1 cơ hội để cải cách văn phong lựa chọn nhân tài. Âu Dương Tu đọc kĩ các quyển thi, thấy quyển nào chỉ có hình thức hào nhoáng mà nội dung trống rỗng thì đánh trượt hết. Kết quả khóa thi, một số người không đỗ rất căm tức Âu Dương Tu. Một hôm, ông cưỡi ngựa đi đi ra đường, bị 1 đám thí sinh bị đánh trượt ngăn lại, ồn ào chửi mắng và gây sự. Sau nhờ có lính tuần tra đến giải tán, ông mới được vô sự.
Qua việc đó, văn phong trong thi cử nhờ đó mà có biến chuyển lớn. Mọi người đều theo xu hướng viết những bài văn có nội dung sâu sắc, lời lẽ giản dị. Âu Dương Tu không những chỉ ra sức cải cách văn phong, mà còn chú trọng phát hiện và bồi dưỡng nhân tài. Rất nhiều người vốn không nổi tiếng lắm, nhờ được ông tán thưởng và tiến cử, đều trở thành những danh gia, như: Tăng Củng, Vương An Thạch, Tô Tuân và hai con là Tô Đông Pha, Tô Triệt.
Trong lịch sử văn học, người ta ghép Âu Dương Tu và 5 người trên cùng với Hàn Dũ, Liễu Tông Nguyên thời Đường thành 1 danh sách, gọi là "Đường Tống bát đại gia" (8 tác gia văn xuôi lớn đời Đường - Tống).

## Thơ
| Điệp luyến hoa Đình viện thâm thâm thâm kỷ hử? Dương liễu đôi yên, Liêm mạc vô trùng số. Ngọc lặc điêu an du dã xứ, Lâu cao bất kiến Chương Đài lộ. Vũ hoạnh phong cuồng tam nguyệt mộ, Môn yểm hoàng hôn, Vô kế lưu xuân trú. Lệ nhãn vấn hoa hoa bất ngữ, Loạn hồng phi quá thu thiên khứ. | Dịch nghĩa: Đình viện sâu sâu sâu biết mấy? Dương liễu mông lung như khói Trướng rèm lớp lớp không đếm nổi. Hàm ngọc, yên chạm chốn chơi bời, Lầu cao không thấy đường Chương Đài. Cuối tháng ba mưa dữ, gió mạnh Cửa che kín hoàng hôn, Không có cách gì giữ nổi mùa xuân. Mắt lệ hỏi hoa, hoa không nói, Màu hồng rụng tơi bời hơn cả mùa thu. | Dịch thơ: Đình viện sâu sâu sâu biết mấy, Liễu hồng áng khói, Trướng rèm không đếm nổi. Hàm ngọc yên vàng như trẩy hội, Lầu cao khiến Chương Đài khuất lối. Tháng cuối xuân rồi mưa gió gội. Cửa khép hoàng hôn, Cách chi lưu xuân nổi. Mắt ướt hỏi hoa hoa chẳng nói Tơi bời hoa rụng hơn thu tới. |  |

Chú thích:
- Bản dịch của Nguyễn Thị Bích Hải
- Bài Từ này thể hiện tâm trạng người khuê phụ trông đợi người chồng "lãng tử"; cũng có sách cho rằng đây là tâm trạng người kỹ nữ trước cảnh xuân tàn nơi kỹ viện.

| Xuân nhật Tây Hồ ký Tạ pháp tào vận Tửu phùng tri kỷ thiên bôi thiểu Thoại bất đầu cơ bán cú đa Dao tri hồ thượng nhất tôn tửu Năng ức thiên nhai vạn lý nhân. | Dịch nghĩa: Uống rượu mà gặp bạn hiểu mình thì ngàn chén cũng là còn ít Nói chuyện mà không hợp nhau thì nửa câu cũng là còn nhiều Mới biết ở trên hồ nâng một chén rượu Hay nhớ đến người đi vạn dặm nơi chân trời xa xôi. | Dịch thơ: Nâng ngàn chén gặp người tri kỷ Nói nửa câu biết kẻ không ưa Trên mặt hồ một chung tiễn bạn Nhớ tới người nơi vạn dặm xa. |  |

Chú thích: Ngọc Anh Vũ dịch.
Âu Dương Tu hiện còn lại "Lục nhất từ" 3 quyển:
1. Đạp sa hành,
2. Điệp luyến hoa kỳ 1,
3. Điệp luyến hoa kỳ 2,
4. Điệp luyến hoa kỳ 3,
5. Điệp luyến hoa kỳ 4,
6. Điệp luyến hoa kỳ 5,
7. Điệp luyến hoa kỳ 6,
8. Hí đáp Nguyên Trân,
9. Hạ Lao tân,
10. Hoạ mi điểu,
11. Hoạt Châu Quy Nhạn đình,
12. Lâm giang tiên,
13. Lãng đào sa,
14. Nam kha tử,
15. Ngọc lâu xuân kỳ 1,
16. Ngọc lâu xuân kỳ 2,
17. Nhạn,
18. Phong Lạc đình du xuân kỳ 1,
19. Phong Lạc đình du xuân kỳ 2,
20. Phong Lạc đình du xuân kỳ 3,
21. Sầu Ngưu lĩnh,
22. Sinh tra tử - Nguyên tịch,
23. Tỳ Bà đình,
24. Tố trung tình,
25. Tống Liệu bát hạ đệ quy Hành Sơn,
26. Thái tang tử kỳ 1,
27. Thái tang tử kỳ 2,
28. Thái tang tử kỳ 3,
29. Thái tang tử kỳ 4,
30. Thu thanh phú,
31. Trào thiếu niên tích hoa,
32. Triêu trung thố,
33. Trường tương tư,
34. Vọng Giang Nam,
35. Xuân nhật Tây Hồ ký Tạ pháp tào ca.[3]